# Đội tuyển bóng đá bãi biển quốc gia Hoa Kỳ
Đội tuyển bóng đá bãi biển quốc gia Hoa Kỳ đại diện Hoa Kỳ ở các giải thi đấu bóng đá bãi biển quốc tế và được điều hành bởi USSF, tổ chức quản lý bóng đá ở Hoa Kỳ.

## Thành tích
Đội tuyển bóng đá bãi biển quốc gia Hoa Kỳ đang đứng thứ 30 thế giới.
Năm 2005, đội tuyển vào đến Giải vô địch thế giới ở Brasil. Ở vòng bảng họ không thắng trận nào, nên không thể vào vòng play-off.
Kết quả của Giải vô địch bóng đá bãi biển thế giới 2005:
| Đối thủ    | Kết quả | Cầu thủ ghi bàn của Hoa Kỳ |
| Nhật Bản   | 4–8 B   | Cazassus, Testa            |
| Bồ Đào Nha | 4–2 T   | Braga, Astorga, Farberoff  |

Năm 2006, đội tuyển vào được Giải vô địch thế giới, tổ chức ở Brasil. Vì chỉ thắng được 1 trận duy nhất nên không thể vào vòng play-off.
Kết quả của Giải vô địch bóng đá bãi biển thế giới 2006:
| Đối thủ  | Kết quả | Cầu thủ ghi bàn của Hoa Kỳ               |
| Nhật Bản | 4–8 B   | Xexeo, Farberoff, Morales, M. Chimienti. |
| Ba Lan   | 4–2 T   | A. Chimienti (2), Taguinod, Astorga.     |
| Brasil   | 6- 10 B | Xexeo (3), Astorga (2), Taguinod.        |

Năm 2007, đội tuyển một lần nữa vào đến Giải vô địch thế giới ở Brasil. Họ tiếp tục dừng bước ở Vòng bảng và không thể tiến vào vòng play-off.
Kết quả của Giải vô địch bóng đá bãi biển thế giới 2007:
| Đối thủ     | Kết quả | Cầu thủ ghi bàn của Hoa Kỳ                           |
| Tây Ban Nha | 4–8 B   | Xexeo, Ibsen, Albuquerque, A. Chimienti.             |
| Iran        | 7–6 T   | Nolz (2), A. Chimienti (2), Morales, Astorga, Ibsen. |
| Bồ Đào Nha  | 5–6 B   | Astorga (2), Nolz, A. Chimienti, Albuquerque.        |

Năm 2013, đội tuyển vào đến Giải vô địch thế giới tổ chức ở Tahiti. Không may, họ tiếp tục thất bại ở Vòng bảng và không được thi đấu play-off.
Kết quả của Giải vô địch bóng đá bãi biển thế giới 2013:
| Đối thủ                              | Kết quả | Cầu thủ ghi bàn của Hoa Kỳ       |
| Tây Ban Nha                          | 4–5 B   | Futagaki, Perera, A. Chimienti.  |
| Tahiti                               | 3–5 B   | Own Goal, A. Chimienti, Perera.  |
| Các Tiểu Vương quốc Ả Rập Thống nhất | 6–4 T   | Perera (3), Canale(2), Leopoldo. |

## Đội hình hiện tại
10 cầu thủ sau tham dự Visit Puerto Vallarta Cup 2017.
Ghi chú: Quốc kỳ chỉ đội tuyển quốc gia được xác định rõ trong điều lệ tư cách FIFA. Các cầu thủ có thể giữ hơn một quốc tịch ngoài FIFA.
| Số | VT | Quốc gia | Cầu thủ             |
| -- | -- | -------- | ------------------- |
| —  | TM |          | Juan Cervantes      |
| —  | TM |          | Chris Toth          |
| —  | HV |          | Christian Blandon   |
| —  | HV |          | Adriano Dos Santos  |
| —  | HV |          | Jonathan Greenfield |

| Số | VT | Quốc gia | Cầu thủ         |
| -- | -- | -------- | --------------- |
| —  | HV |          | Oscar Reyes     |
| —  | HV |          | David Mondragon |
| —  | TĐ |          | Jason Leopoldo  |
| —  | TĐ |          | Nick Perera     |
| —  | TĐ |          | Lucas Roque     |